# The Feeling (band)

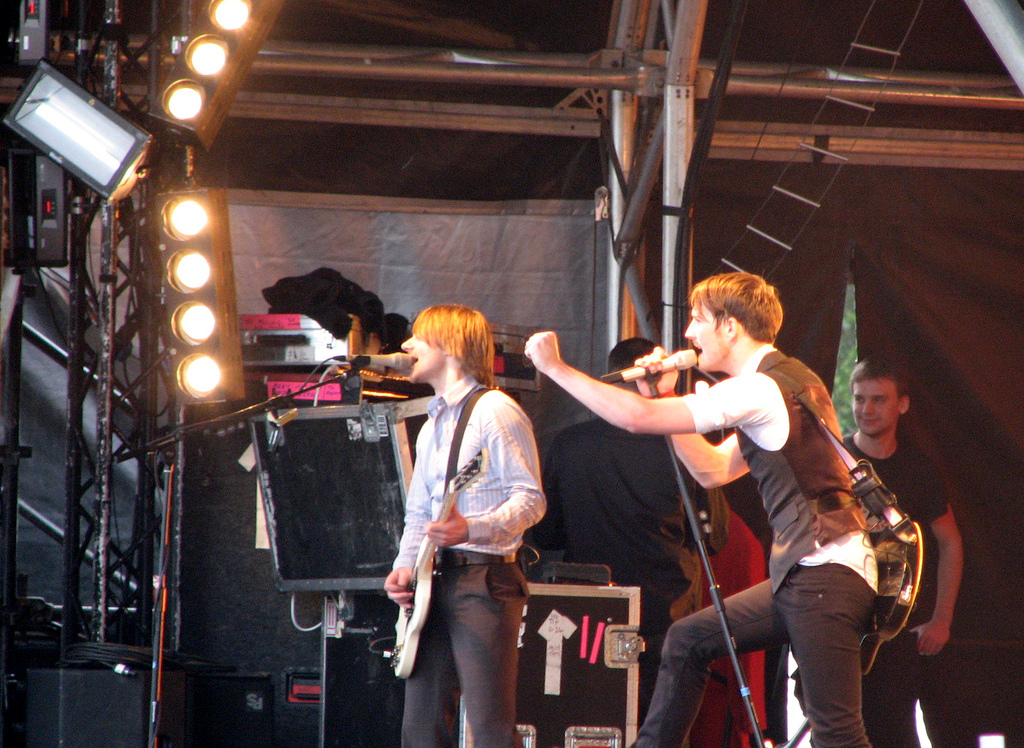
The Feeling

The Feeling is een vijfkoppige Britse popband, die debuteerde in 2006.
Vier van de vijf mannelijke leden komen uit Sussex, en de ander (leadzanger Sells) uit Londen. Ciaran, Paul en Kevin zaten op dezelfde school. Ze ontmoetten Dan en Richard later tijdens een college in Croydon.
The Feeling begon als coverband in de Franse Alpen. Zo speelden ze covers van The Rolling Stones, The Beatles, The Kinks, Stevie Wonder en Muse. Maar na korte tijd besloten ze om terug te keren naar Londen en om nooit meer een cover te maken. Kort daarna kwamen ze met hun debuutalbum Twelve Stops And Home dat begin juni 2006 werd uitgebracht.
De naam The Feeling is afkomstig van een bar in Parijs waar dat met neonletters boven de deur stond geschreven. Ze vonden het een betere naam voor een band dan voor een bar. Voordat ze The Feeling heetten, noemden ze zich Prime Minister, en kort daarna Supa Fly.
De band heeft inmiddels 4 studioalbums uitgebracht en 1 compilatiealbum. In 2016 komt het 5e studioalbum uit.

## Bandleden
- Dan Gillespie Sells - vocals & gitaar
- Richard Jones - bas (getrouwd met zangeres Sophie Ellis-Bextor)
- Kevin Jeremiah - gitaar
- Ciaran Jeremiah - keyboards & vocals
- Paul Stewart - drums

## Discografie
Studioalbums:
- Twelve Stops and Home (2006)
- Join with Us (2008)
- Together We Were Made (2011)
- Boy Cried Wolf (2013)
- The Feeling (2016)

Compilatiealbums:
- Singles: 2006-2011 (2011)

In Nederland brachten ze als eerste single het nummer Sewn uit, gevolgd door de tweede Fill My Little World. De volgende singles Never Be Lonely, Love It When You Call, Rosé en I Thought It Was Over werden vooral succesvol in het Verenigd Koninkrijk.
| Single met eventuele hitnotering(en) in de Nederlandse Top 40 | Datum van verschijnen | Datum van binnenkomst | Hoogste positie | Aantal weken | Opmerkingen |
| ------------------------------------------------------------- | --------------------- | --------------------- | --------------- | ------------ | ----------- |
| Sewn                                                          | 2006                  | 29-4-2006             | 23              | 9            |             |
| Fill My Little World                                          | 2006                  | 2-9-2006              | 34              | 4            |             |

| Single met hitnotering(en) in de Vlaamse Ultratop 50 | Datum van verschijnen | Datum van binnenkomst | Hoogste positie | Aantal weken | Opmerkingen |
| ---------------------------------------------------- | --------------------- | --------------------- | --------------- | ------------ | ----------- |
| Sewn                                                 | 2006                  | 06-05-2006            | tip9            | -            |             |